# Samouništavanje
Samouništavanje odnosi se na skup ponašanja koje obilježava uništavanje ili rušenja samog sebe, odnosno osobe. Ovaj izraz dolazi iz objektivne psihologije, gdje svaki čin koji u sebi ima česticu samonanesene štete ili zlostavljanja koje se smatraju kao zbirka radnji i kao takve se uvrštavaju kao obrazac ponašanja. 
Radnje samouništavanja mogu biti metaforičke(društveno samoubojstvo) ili literalne (samoubojstvo), i one proizlaze iz: svjesne namjere, impulsa, ili navike. Samouništavajuće radnje iz navike smatraju se radnje kao konzumiranje opojnih sredstava jer one imaju loš utjecaj na zdravlje pojedinca i mogu prouzrokovati smrt.  